# Nederlands landskampioenschap voetbal 1911/1912
Dvacátý čtvrtý ročník Nederlands landskampioenschap voetbal (česky: Nizozemské fotbalové mistrovství) se účastnilo již nově osmnáct klubů, které byli rozděleny do dvou skupin (Východní a Západní). Vítězové skupin odehrály dva zápasy o titul. Titul získal potřetí v klubové historii a obhájce minulého ročníku Sparta Rotterdam, který porazil opět ve finále GVC 3:1 a 5:0.